# 竹園 (元朗區)
竹園（英語：Chuk Yuen）是一條位於香港元朗區新田地區的鄉村。

## 行政區劃
竹園是新田鄉鄉事委員會其中一個鄉村代表。在選舉劃分上，該村被劃為新田選區，現任區議員為文富穩。

## 延伸閱讀
- Lai, David C.Y. . Hill, R.D.; Bray, Jennifer M.  (编). . Hong Kong University Press. 1978: 145-164. ISBN 9789622090095.

## 外部連結
- 居民代表選舉竹園（新田）的劃定現有鄉村範圍（2019－2022年） （页面存档备份，存于）

22°28′36″N 114°03′21″E / 22.476641°N 114.05572°E